# سرمایه‌گذاری پاگ
سرمایه‌گذاری پاگ (انگلیسی: PAG) شرکت سرمایه‌گذاری هنگ کنگی است، که در سال ۲۰۰۲ تأسیس شد.